# Pau de arara (transporte)

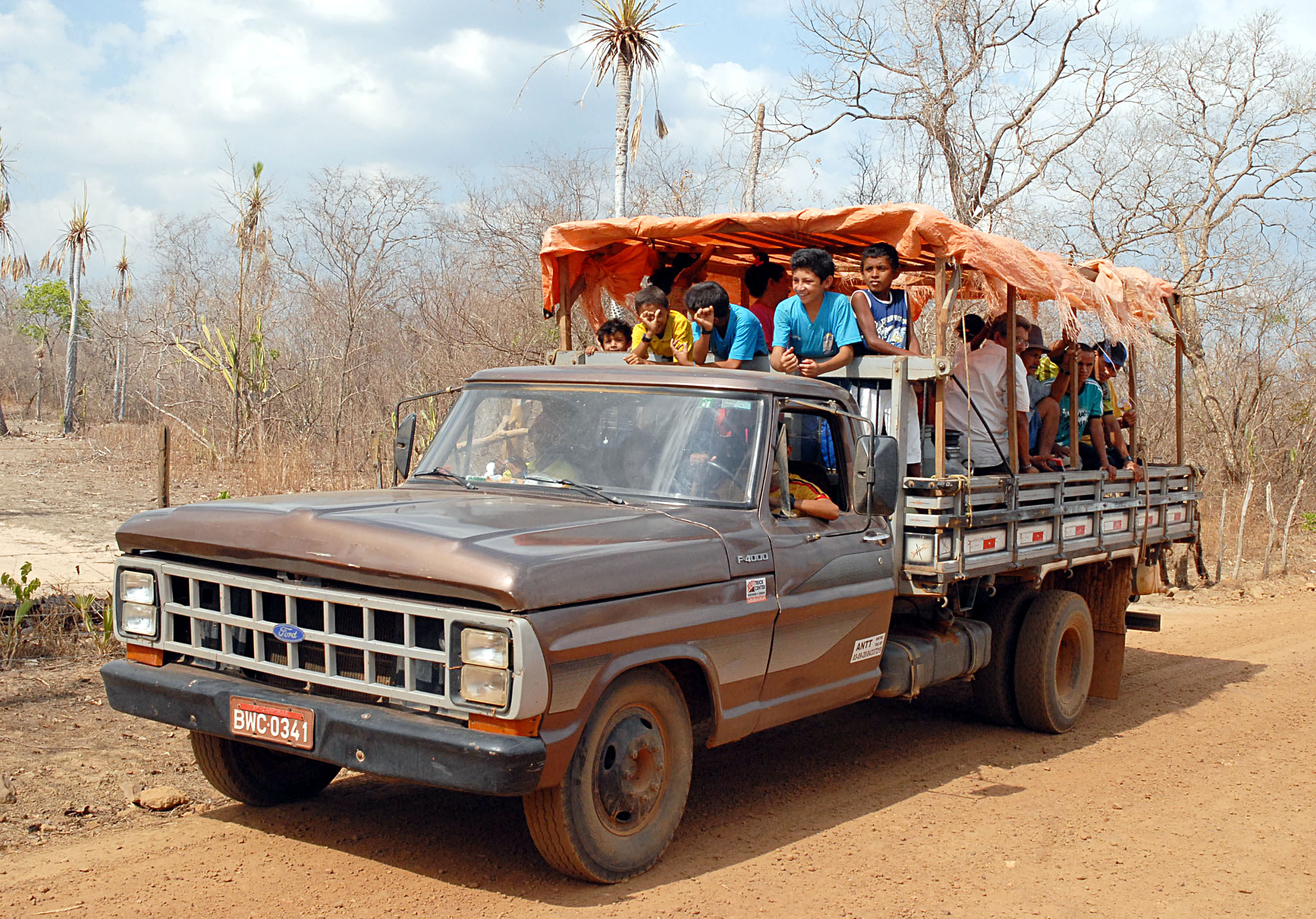
Pau de arara usado no transporte ilegal de trabalhadores.

Pau de arara (pré-AO 1990: pau-de-arara) é um meio de transporte irregular que ainda é utilizado no Nordeste do Brasil. Consiste em se adaptar nos caminhões para o transporte de passageiros, constituindo-se em substituto improvisado para os ônibus convencionais. Usa-se também para vender frutas.

## Etimologia e origens
O termo "Pau de Arara" designa uma vara utilizada no interior do país para o transporte de araras, papagaios e outros pássaros. Segundo o folclorista Câmara Cascudo, o termo migrou para designar o meio de transporte improvisado em razão da algazarra feita pelas aves, similar à dos passageiros que usam tal veículo, em precário arranjo, promiscuidade e desasseio. Para ilustrar a comparação, cita texto do historiador Luís Tenório de Brito, onde este descreve o pau de arara original, usado por ambulantes: "...arrumava ele uma grade de madeira leve, a qual se lhe equilibrava horizontalmente sobre os ombros, emergindo a cabeça do centro de um metro mais ou menos para a frente, outro tanto para trás. Nas tábuas paralelas, acorrentava ele pelos pés araras, papagaios, jandaias e periquitos (...) e lá vinha o homem, no meio daquela barulheira que de longe se ouvia", completando que "pejorativo ou não, o epíteto nasceu com esta forma de transporte, vindo com o emigrante".

## Descrição
Sobre a carroceria do veículo são colocadas tábuas, que servem de assento, e a instalação de uma lona como cobertura a proteger das intempéries completam a adaptação deste para o transporte.
Suas origens remontam aos tempos em que não havia outras formas para o transporte de maiores quantidades de pessoas, além de estradas bastante precárias, na Região Nordeste, além da instalação, no país, da fábrica de caminhões FNM, que popularizaram este veículo de carga, capaz de vencer os terrenos mais difíceis.
Os paus de arara foram bastante utilizados durante o êxodo de nordestinos para o sul do país, normalmente o estado de São Paulo – ganhando também, entre os sulistas, as acepções do passageiro destes veículos e, de forma pejorativa, a todo nordestino.

## Música

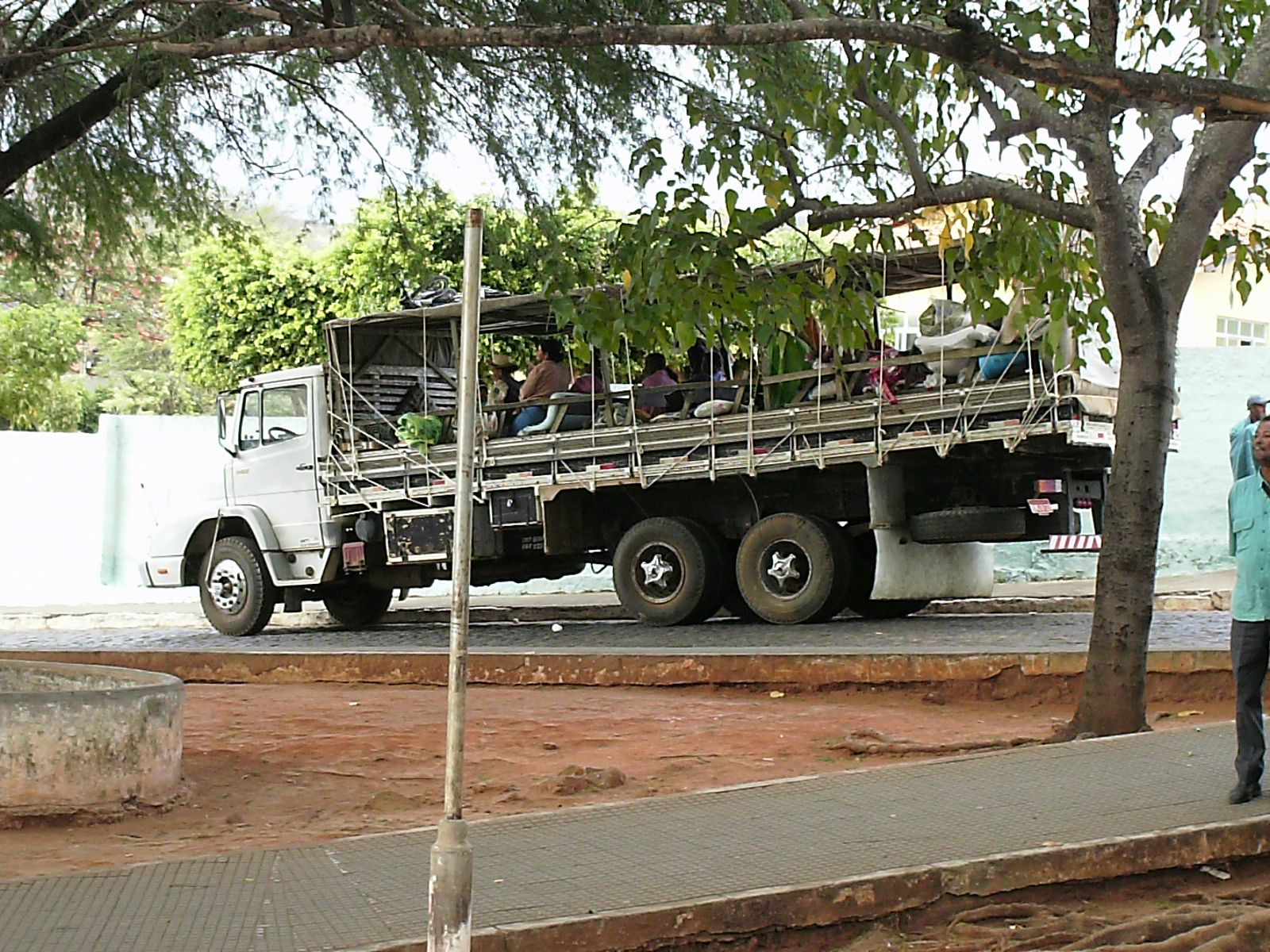
O pau de arara transportando romeiros, em 2007.

O músico Luiz Gonzaga, emigrado do Nordeste ainda nos 40 do século XX, compôs a canção Pau de arara, em que retrata essa peregrinação de seus conterrâneos. Já em Último Pau de arara, de forma poética, Gonzaga canta que só deixará o sertão quando partir o último deles.
Também o poeta Vinicius de Moraes, em parceria com Carlos Lira, compôs uma canção intitulada Pau de Arara, em que usa o termo nas duas acepções: a do veículo e do seu passageiro.

## Uso atual
Conquanto proibida pela legislação brasileira de trânsito, esta forma de transporte é ainda tolerada em muitos lugares e situações excepcionais – como durante as romarias a Juazeiro do Norte, no Ceará, e ao Bom Jesus da Lapa, na Bahia.
Ela ainda é usada nos Lençóis Maranhenses como transporte de turistas.
Seu uso tem sido coibido de forma paulatina, no país, por não oferecer as mínimas condições de segurança e conforto e contrariar o Código de Trânsito Brasileiro. Sua "flexibilização", entretanto, foi decidida pelos responsáveis do trânsito no Nordeste, nas situações excepcionais.
Atualmente, em 2023, a Lei 14.641, de 1º de agosto de 2023, declarou o transporte nessa modalidade, mas exclusivamente em romarias religiosas, como "manifestação da cultura nacional a tradição do uso do transporte de passageiros em compartimentos de carga, conhecido como 'pau de arara'".